# Slov"jans'k
Slov"jans'k (ukrajinski: Слов'янськ, ruski: Славянск Slavjansk) je ukrajinski grad na istoku zemlje, u Donjeckoj oblasti. Prema podacima iz 2014., u gradu je živjelo 116.694 stanovnika. 
Bio je jedan od uporišta proruskih pobunjenika 2014. u ratu u istočnoj Ukrajini,no ukrajinska vojska uspjela je vratiti kontrolu nad gradom.
Etnički sastav stanovništva prema popisu stanovništva iz 2001. godine.
|   | Nacionalnost  | Broj    | (%)  |
| - | ------------- | ------- | ---- |
| 1 | Ukrajinci     | 104.423 | 73,1 |
| 2 | Rusi          | 33.649  | 23,6 |
| 3 | Turci         | 829     | 0,6  |
| 4 | Bjelorusi     | 766     | 0,5  |
| 5 | Armenci       | 592     | 0,4  |
| 6 | Grci          | 320     | 0,2  |
| 7 | Romi          | 279     | 0,2  |
| 8 | Azerbajdžanci | 208     | 0,1  |
|   | Ukupno        | 142.873 | 100  |

## Vanjske poveznice
- (rus.)/(ukr.)/(engl.) Službena stranica